# Membranipora limosoidea
Membranipora limosoidea är en mossdjursart som beskrevs av Liu 1991. Membranipora limosoidea ingår i släktet Membranipora och familjen Membraniporidae. Inga underarter finns listade i Catalogue of Life.